# Эмбер, Жак
Жак Эмбе́р (фр. Jacques Imbert; 30 декабря 1929, Тулуза — 11 ноября 2019, Экс-ан-Прованс) — французский гангстер, известный также как Жаки Эмбер (Jacky Imbert) и Жаки Ле-Мат (Jacky le Mat; «Безумный» на марсельском арго).

## Юность
Сын работника авиационной промышленности, впервые попал за решётку в 1946 году в возрасте 16 лет, за жестокое избиение любовника своей мачехи, совершенное в одном из баров Монпелье.
В интервью журналу Nouvel Observateur в 1993 году Эмбер рассказал об этом следующим образом:

Первая настоящая глупость в моей жизни. Я отколотил любовника моей мачехи. Несколько переборщил. И получил пять лет! Направлен в тюрьму Монпелье. Тюрьма — это место, где я встретил наибольшее число подонков. Сборище жалких неудачников. Но я делил камеру с настоящим бандитом. Его звали Гю Мела. Другие его боялись, уважали его. Я был молод, я желал блеска. Я сказал себе: Вот мой путь.— Herve Gattegno. Jacky le Mat, le dernier parrain / Nouvel Observateur. 4—10.11.1993, p. 79
Выйдя на свободу через два года, Жак Эмбер отправился проходить срочную военную службу в 15-й полк сенегальских стрелков, расквартированный в Оране, но уже в конце 1948 года был комиссован, по причине того, что «его характер был несовместим с военными порядками». За время службы завёл знакомства с местными преступниками. Отправился в Париж, откуда периодически возвращался в Оран, где совершил несколько краж и ограблений. В 1949 году снова попал в тюрьму за кражу драгоценностей.

## Банда «Три утки»
В Париже Эмбер, имевший репутацию сорвиголовы, работал профессиональным каскадером, участвовал в ралли и автогонках, устраивал родео и соревнования по зимнему дрифту прямо на площади Согласия. Стал завсегдатаем кабаре «Три утки» в районе Пигаль (улица Ларошфуко, 48 в 9-м округе), которое с 1951 года держал корсиканский бандит Марьюс Бертелла, главарь банды, носившей то же название, что и кабаре. В ее состав входили марсельские преступники итальянского происхождения Жежен Леманшо (Эжен Матроне) и Гаэтан Альборео, по прозвищу «Коко». Банда занималась грабежами и рэкетом владельцев отелей, и Эмбер, по утверждению полиции, стал ее наиболее активным и опасным членом.
Кабаре было известно своим подвалом, в котором вымогатели, по слухам пытали своих жертв средневековыми способами (по другой версии — немецкими способами; в состав банды одно время входил известный гангстер Жорж Бушсеш, во время оккупации работавший во Французском гестапо).
В 1958 году Жак Эмбер познакомился в Марселе с амбициозным гангстером неаполитанского происхождения Тани Дзампой, с которым свел близкую дружбу. В Марселе Эмбер устраивал гонки на набережной Старого порта.
В 1961 году пробовал заняться сутенёрством в Оране, в сотрудничестве с Раймоном Энфантом, владельцем отелей и публичных домов, но был схвачен полицией и получил несколько месяцев заключения за сводничество, тогда как Энфант, благодаря своим связям смог уйти от наказания. Выйдя из тюрьмы, Эмбер в 1962 году решил отомстить компаньону. Однажды ночью он перелетел в Алжир на «Сессне», похитил Энфанта и привез в Марсель, где запер в номере отеля и под пытками заставил заплатить выкуп в 500 000 франков. Благодаря этим деньгам Эмбер смог обосноваться в Марселе.
Считается, что прозвище «Безумный» Жаки получил за свою оригинальную манеру выбивать долги. Имея лицензию пилота, он предлагал жертве совершить небольшой авиационный тур. Набрав высоту, он выключал двигатель, отстегивал пассажира и открывал фонарь, после чего самолет планировал, пока должник не соглашался заплатить.
В начале 1960-х Безумный Жаки и его банда стали сотрудничать с бывшим комиссаром полиции Робером Блеманом, занявшимся игорным бизнесом. Блеман конфликтовал с Жаном-Батистом Андреани, хозяином парижских игорных залов, связанным с влиятельной марсельской группировкой братьев Герини. Предметом спора были весьма доходные игорные залы в квартале Звезды. В 1963 году Андреани, выходивший из тамошнего заведения, был ранен тремя зарядами дроби. С большой долей вероятности предполагалось, что в покушении участвовал Эмбер. С этого нападения началась игорная война, продолжавшаяся несколько лет. Блеман был убит на севере Марселя 15 мая 1965 по приказу Антуана Герини, главы криминального клана. К этому времени банда Трёх уток распалась, и Жаки стал лейтенантом у Дзампы.

## Разгром клана Герини
23 июня 1967 Антуан Герини, прозванный «императором ночного Марселя», остановившийся у заправки Шелл на дороге из Сен-Жюльена, чтобы залить полный бак своего Мерседеса, был расстрелян двумя мотоциклистами в чёрных очках и баскских беретах, получив 11 пуль. В отчете Центрального управления по борьбе с бандитизмом (OCRB) утверждалось: «Гаэтан Дзампа, называемый „Тани“, предполагаемый организатор этого сведения счётов, а Жак Эмбер, известный как „Жаки Ле-Мат“, исполнитель». Вторым мотоциклистом, предположительно, был Габи Регацци, также один из подручных Дзампы. Французская организованная преступность посчитала ликвидацию Герини правильной, поскольку тот ранее приказал убить Блемана, с которым вёл криминальный бизнес, обвинив партнёра в неудаче и финансовых потерях, но не запросив санкции других криминальных авторитетов.
Гибель главы клана и арест в том же году его братьев привели к распаду группировки, после чего Дзампа и Эмбер приступили к захвату её криминального бизнеса в Париже и Марселе. Их основным соперником был молодой гангстер Франсис Ванвенберг, по прозвищу «Бельгиец», быстро поднимавшийся за счет успехов в наркобизнесе, и в феврале 1968 поставленный на учет по подозрению в крупном бандитизме.
К концу 1960-х Эмбер решил дистанцироваться от Дзампы, особенно после начала в 1972 году криминальной войны между бандой Дзампы и Регацци под названием «Набо», и Бельгийцем, и перебрался из Парижа в Марсель, сохранив контроль над несколькими столичными заведениями, в том числе над знаменитым клубом «Bus Palladium» на улице Фонтен в районе Пигаль.

## Жокей и яхтсмен
В 1968 году он был поставлен на полицейский учёт, и в том же году стал профессиональным жокеем. В 1971 году занял третье место на чемпионате Франции по рысистым бегам, получив прозвища «Жокей» и «Бен-Гур». В 1972 году стал региональным чемпионом Юго-Востока, а в 1973 завоевал национальный титул, с 29 победами. Вместе со своим приятелем актёром Аленом Делоном и подругой последнего Мирей Дарк создал конюшню в Пюи-Сент-Репарад, близ Экс-ан-Прованса. Участие Эмбера в бегах привело к нескольким скандалам, с участием его бывших компаньонов по «Трём уткам»: Бертелла и Леманшо, обвиненных в мошенничестве и спекуляции билетами. Эмбера и его приятелей прозвали «беговой мафией», и Жаку пришлось покинуть конный спорт.
Покинув ипподром, Жак Эмбер занялся парусным спортом, купив за два миллиона яхту «Лена», а затем 11-метровый парусник «Каллисте», с которым участвовал в нескольких международных регатах в начале 1980-х, и стал членом Французского Яхт-клуба. В начале 1990-х он приобрел небольшой эллинг на одном из Фриульских островов в бухте Марселя.

## Покушение
В 1977 году на Эмбера было совершено покушение по приказу Дзампы. Как полагают, бывшие компаньоны не поделили сферы влияния, и банда Эмбера стала рэкетировать клиентов Дзампы. Жаки хотел взять под контроль казино Рюль в Ницце, которым распоряжался приближённый Дзампы Жан-Пьер Рош, по прозвищу «Бимбо» (после того, как исчезла бывшая владелица этого заведения). Кроме этого, члены банды Эмбера братья Кассоне, и бывший человек Дзампы Анри Бернаскони похитили в Швейцарии крупного франко-израильского дельца Шмуэля Флатто-Шарона, по прозвищу «Сами», мошенника международного уровня, привезли его в Париж, и заставили заплатить выкуп в 6 миллионов франков.
Дзампа хорошо знал Флатто Шарона, они оказывали друг другу услуги, поэтому он вмешался в это дело, и во время личной встречи с Эмбером в «Артистическом баре» на авеню Канебьер попросил того вернуть деньги. Жаки согласился уступить на некоторых условиях, но затем Регацци убедил Дзампу, что от Безумного можно ожидать чего угодно, и лучшим решением является его ликвидация.
1 февраля 1977 Жак Эмбер был расстрелян на парковке возле своей резиденции в Кассисе, получив 22 ранения: 7 пуль калибра 7,65 и 15 крупных дробин.
В интервью журналистам он рассказал:

Это было 1 февраля. Было почти 8 часов вечера. Я сыграл в белоту и возвращался к себе в Кассис. Несколькими неделями ранее я женился, и не чувствовал угрозы. Я припарковал машину, оранжевый BMW, который мне одолжили, в паркинге у резиденции. В момент, когда я открыл дверцу, они начали стрелять. В этом была их ошибка. Когда хотите кого-нибудь уложить, дождитесь, чтобы он вылез из тачки, и был на виду… Мне досталось повсюду. В ноги, в торс, в руки, шею, в рожу. Свинец даже пробил мне щёки и вышел через рот. Их было трое, в капюшонах. Но только двое стреляли. Один оставался в машине. Сначала я получил заряд дроби из помпового ружья. Затем целую обойму из кольта. Затем еще заряд дроби. Один из типов подошёл, чтобы меня прикончить, совсем близко, и навел на меня ружьё. Я бросился назад, чтобы уклониться, и, подняв ногу, увернулся с траектории выстрела. Он хотел пальнуть снова, но ружьё дало осечку, и они сбежали.— Herve Gattegno. Jacky le Mat, le dernier parrain / Nouvel Observateur. 4—10.11.1993, p. 79
После четырёх дней комы и трёх месяцев госпитализации Жак Эмбер вернулся в строй. Пока он выздоравливал, перед госпиталем дежурили боевики, которых привели братья Кассоне. Последствием ранения стала частично парализованная правая рука. На вопросы полиции Жаки отвечать отказался. Вскоре трое подручных Дзампы были убиты, а Эмбер впоследствии неоднократно повторял: «Я верю в божественную справедливость… Я знать не знаю, кто в меня стрелял, но молва определила виновных. Вскоре они были мертвы».

## Марсельская Столетняя война
3 марта 1977 45-летний Габи Регацци был убит из пистолета-пулемёта, когда в сопровождении семьи и охраны выходил с кладбища Сен-Пьер, где навещал могилу своего старшего сына, погибшего в декабре 1976 в возрасте семи лет в результате падения из окна.
30 июля 1977 Бимбо Рош был застрелен из пистолета 45 калибра в своем Мерседесе в Ницце.
21 октября 1977 32-летний Жан-Клод Регацци, племянник Габи, был расстрелян из пистолета-пулемёта на улице Альб, в квартале Шартрё, когда собирался отправиться на охоту.
Эти убийства положили начало гангстерской войне, продолжавшейся более десяти лет, и в шутку названной местными полицейскими «Марсельской Столетней войной». Эмбер заключил против Дзампы союз с Франсисом Бельгийцем, и вскоре эти двое стали близкими друзьями, несмотря на разницу в возрасте.
25 ноября 1977 Эмбер с двумя спутниками был задержан близ Велодрома за ношение оружия. У него изъяли 9-мм Эрсталь и Smith & Wesson Special 38. Неподалеку проживал подручный Дзампы Жорж Карвен, по прозвищу «Большой», к которому, возможно, они направлялись. Эмбер оправдывал незаконное ношение оружия тем, что со времени покушения постоянно чувствует угрозу, но был приговорен к 18 месяцам тюрьмы, после чего подал апелляцию, и спустя полгода был освобождён.
12 апреля 1978 Жан-Рене Регацци, старший брат Габи, был убит вместе со своим другом Жоржем Кьёссеяном, по прозвищу Жо Армянин, в Мурепьяне, на севере Марселя, когда оба выходили из пиццерии. Разгром клана Регацци завершился 19 апреля 1985, когда старейший его член Бартелеми, называемый «Мими», осужденный на 14 лет за трафик героина, вышел из тюрьмы, и был застрелен в своей машине на бульваре Сен-Жюст, в нескольких метрах от места, где был убит его сын Жан-Клод.
Группировка Дзампы ответила несколькими жесткими ударами. 22 апреля 1978 братья Ролан и Серж Кассоне, по-видимому, руководившие ликвидацией людей из клана Регацци, попали в засаду на возвышенности, по дороге из Марселя к их вилле. Четверо боевиков, выдававших себя за полицейских в штатском, открыли по ним огонь из охотничьего ружья, автоматического пистолета, пистолета-пулемета и карабина. Тяжелораненый Ролан отстреливался, сумел вывалиться из машины и отползти через сосновый лес, но его младший брат умер на месте. Операцией руководил сводный брат Дзампы Жанно Тоси, с которым Ролан смог рассчитаться только через двадцать лет.
18 мая 1978 Анри Бернаскони, один из организаторов похищения Флатто-Шарона, был убит двумя мотоциклистами в собственном фургончике. Это произошло через четыре дня после выхода Эмбера на свободу.
В начале 1980-х напряжение несколько спало, но это происходило на фоне общего ухудшения криминальной обстановки. 3 октября 1978 неизвестные киллеры расстреляли 10 человек (всех посетителей и бармена) в баре «Телефон». Причины этой бойни не выяснены, и по наиболее распространенной версии, она была одним из эпизодов гангстерской войны.
Эмбер принял решение временно покинуть Прованс, и перебрался в Нёйи-сюр-Сен, а также проводил время в своих заграничных резиденциях и на яхтах, купив за 2,5 млн третью в Кальвадосе.
Дзампа, напротив, вел себя все более вызывающе. 21 октября 1981 его люди убили судью Пьера Мишеля, боровшегося с организованной преступностью. Мэр Марселя Гастон Дефер, ставший министром внутренних дел, пообещал отправить Дзампу за решетку, и такая возможность представилась в 1983 году, когда этого крестного отца обвинили в организации убийства влиятельного марсельского гангстера Жильбера Оаро, по прозвищу «Ливанец». Дзампа 23 июля 1984 был найден повешенным в своей камере. Затем, в 1984—1986 годах Жаки, Ролан Кассоне и Франсис Бельгиец уничтожили остатки его криминальной империи, перебив около 50 гангстеров, в том числе 12 бывших лейтенантов Дзампы, которые могли бы претендовать на его место.

## Последние годы
Жак Эмбер оставался влиятельным лицом в марсельском криминальном мире в 1990-е годы и в первые десятилетия XXI века, а после гибели Франсиса Бельгийца, получившего в 2000 году девять пуль в одном из парижских кафе, считался последним крестным отцом старой марсельской организованной преступности. В июне 2004 года Жаки был приговорен к 4 годам заключения за контрабанду сигарет, которой занимался в сотрудничестве с русской мафией, но подал апелляцию, и был освобожден.
14 января 2008 он все же был приговорен к двум годам тюрьмы за вымогательство по делам, восходившим еще к 1990-м годам, когда Эмбер, вместе с Бельгийцем, участвовал в так называемой «кабацкой войне» (1989—1994) (борьба за контроль над парижскими питейными заведениями). Тем не менее, Эмберу и на этот раз удалось избежать тюрьмы, так как в счет срока ему засчитали 18 месяцев предварительного заключения. До конца жизни он пребывал на свободе и оставался живой легендой марсельской мафии, в том числе, как крестный отец, выживший в гангстерских войнах, и проведший наименьшее время в заключении. Умер в 2019 году в больнице в Экс-ан-Провансе.

## Кинематограф
По мотивам истории покушения на Эмбера в 2010 году был выпущен фильм «Бессмертный» (L’Immortel, постановка Ришара Берри) с Жаном Рено в главной роли.
В 2014 году вышел фильм «Французский транзит» (La French), снятый по мотивам истории противостояния судьи Мишеля с Тани Дзампой. Роль Безумного Жаки исполнил Бенуа Мажимель.

### Комментарии
1. ↑  Гюстав Мела (1897—1960), по прозвищу «Ужасный Гю» (Gu Terrible), знаменитый гангстер, легенда криминального Марселя, прототип Гюстава Менда из фильма Жан-Пьера Мельвиля «Второе дыхание». Прославился в 1938 году, ограбив поезд, перевозивший 138 кг золота. Эмбер познакомился с Мела в Нимском централе
2. ↑  Марьюс Бертелла после этого перебрался на северо-восток Франции, где считался уважаемым членом общества, держал конюшни и занимался игорным бизнесом во Франции и Валлонской Бельгии. Под следствие этот бывший гангстер попал только в 2013 году, по делу о махинациях в казино в Намюре (Thierry Denoël. Le procès qui fait trembler Namur Архивная копия от 1 декабря 2017 на Wayback Machine. Le Vif/L’Express. 26.12.2013)